# Two Princes
Singles de Spin Doctors
Little Miss Can't Be Wrong
(1992) Jimmy Olsen's Blues
(1993)
Two Princes est une chanson écrite, composée et interprétée par le groupe de rock américain Spin Doctors, sortie en single en 1992, extraite de l'album Pocket Full of Kryptonite paru en août 1991.
Elle connaît le succès tout d'abord aux États-Unis (entrant dans le Billboard Hot 100 en janvier 1993) et au Canada, puis devient un succès international et reste la chanson la plus connue du groupe.

## Distinction
Two Princes obtient une nomination pour le Grammy Award de la meilleure prestation vocale rock par un groupe ou un duo.

## Classements hebdomadaires
| Classement (1993)                      | Meilleure position |
| -------------------------------------- | ------------------ |
| Allemagne (GfK Entertainment)          | 3                  |
| Australie (ARIA)                       | 3                  |
| Autriche (Ö3 Austria Top 40)           | 5                  |
| Belgique (Flandre Ultratop 50 Singles) | 10                 |
| Canada (RPM Top Singles)               | 2                  |
| États-Unis (Billboard Hot 100)         | 7                  |
| États-Unis (Top 40 Mainstream)         | 1                  |
| France (SNEP)                          | 5                  |
| Irlande (IRMA)                         | 5                  |
| Norvège (VG-lista)                     | 2                  |
| Nouvelle-Zélande (RMNZ)                | 4                  |
| Pays-Bas (Nederlandse Top 40)          | 2                  |
| Pays-Bas (Single Top 100)              | 3                  |
| Royaume-Uni (UK Singles Chart)         | 3                  |
| Suède (Sverigetopplistan)              | 1                  |
| Suisse (Schweizer Hitparade)           | 4                  |

## Certifications
| Pays              | Certification | Date       | Unités certifiées |
| ----------------- | ------------- | ---------- | ----------------- |
| Allemagne (BVMI)  | Or            | 1993       | 250 000           |
| Australie (ARIA)  | Platine       | 1993       | 70 000            |
| Danemark (IFPI)   | Or            | 07/2022    | 45 000            |
| Italie (FIMI)     | Or            | 12/2017    | 25 000            |
| Royaume-Uni (BPI) | Platine       | 24/05/2024 | 600 000           |

## Reprise
La reprise de Two Princes par le groupe Fake Pictures s'est classée 44e en Allemagne et 47e en Autriche en 2017,. 